# 트리거 (애니메이션 제작사)
주식회사 트리거(일본어: 株式会社トリガー 가부시키가이샤 도리가[*], 영어: TRIGGER Inc.)는 일본의 애니메이션 제작사다. 주식회사 울트라 슈퍼 픽처스의 자회사다.

## 역사
애니메이션 제작사 가이낙스에 소속되어 있던 애니메이션 연출가 오오츠카 마사히코와 이마이시 히로유키, 제작 프로듀서인 마스모토 카즈야 3명이 2011년 8월 22일에 설립한 애니메이션 제작사다. 가이낙스의 제작팀이 회사로서 독립하는 형태였다. 또한 설립과 동시에 같은 해 조직된 지주회사 울트라 슈퍼 픽처스에도 그룹 기업으로서 이름을 올리고 있다.
회사명은 "작품이 탄알이라면 그것을 내세우는 방아쇠가 되고 싶다"라는 생각으로 지었다. 스튜디오 설립 전부터 지주회사 '울트라 슈퍼 픽처스'의 구상을 듣고 최종적으로 각 그룹 기업의 자주성을 중시할 방침이 결정되어 설립시부터 그룹 기업으로 참여하고 있다.
설립 계기는 앞으로 이마이시 작품을 어떻게 할 것인가 하는 것이었다. 또 당시 이미 애니메이션 제작은 셀 애니메이션에서 디지털 애니메이션으로 전환해 인터넷 스트리밍이 본격화되기 시작하는 애니메이션의 본연의 자세가 바뀌고 있는 시기이며, 비즈니스나 스탭의 육성, 팬과의 대하는 방식이라는 점에서 새로운 것을 하기 위해서는 새로운 장소가 좋지 않을까 하는 생각도 있었다.
설립 당초 대표이사 사장인 오오츠카는 우선 '5년 지속을 것'을 목표로 하고, 5주년을 맞이했을 때는 '10년 계속되는 것'을 목표로 하고 있었다고 한다. 회사 전망에 대해서는 10년 단위로 나누어 성장기·안정기·개혁기의 30년에 전망을 세우고 있다. 최초의 10년은 자신들이 원작권을 가지는 것을 계속 만드는 성장기, 2021년부터의 10년은 만든 콘텐츠나 자란 인재와 그 노하우를 효율적으로 이용해 인재 육성과 작품 제작을 콘스탄트에 실시하는 안정기, 그리고 2031년부터는 차세대 스태프가 TRIGGER의 최전선에 서서 작품을 만들어 가는 개혁기로 자리매김하는 것이다.
2013년 스튜디오 출범 후 처음으로 오리지널 TV 애니메이션 작품 《킬라킬》을 제작했다. 그 후에도 《리틀 위치 아카데미아》, 《키즈나이버》, 《우주 패트롤 루루코》 등 기본적으로 자사 오리지널 작품을 전개한다.
2016년, 본사 외에 후쿠오카현 하카타에 후쿠오카 스튜디오를 개설했다. 지금까지 그다지 다루지 않았던 원작부 작품을 수주할 수 있는 체제를 만들기 위해 전문성이 뛰어난 장인 기질의 스탭을 많이 모으는 도쿄 스튜디오에 대해 후쿠오카 스튜디오에서는 당초부터 작화를 포함한 전 행정을 디지털화함으로써 스태프의 폭을 넓히고 있다.

## 제작 작품

### 텔레비전 애니메이션
| 연도      | 제목                           | 감독                                       | 화수      | 참조                                                               | 각주   |
| --------- | ------------------------------ | ------------------------------------------ | --------- | ------------------------------------------------------------------ | ------ |
| 2013–2014 | 킬라킬                         | 이마이시 히로유키                          | 24 +OVA   | 원저작물.                                                          | [ 8 ]  |
| 2014      | 이능배틀은 일상계 속에서       | 오츠카 마사히코 (주감독) 다카하시 마사노리 | 12        | 노조미 고타의 라이트 노벨 기반.                                    | [ 9 ]  |
| 2016      | 우주 패트롤 루루코             | 이마이시 히로유키                          | 13        | 원저작물.                                                          | [ 10 ] |
| 2016      | 키즈나이버                     | 고바야시 히로시                            | 12        | 원저작물.                                                          | [ 11 ] |
| 2017      | 리틀 위치 아카데미아           | 요시나리 요                                | 25        | 동명의 트리거 단편영화에 기반.                                     | [ 12 ] |
| 2018      | 달링 인 더 프랑키스            | 니시노리 아쓰시                            | 24        | 원저작물. A-1 Pictures(CloverWorks)와 공동제작.                    | [ 13 ] |
| 2018      | SSSS.GRIDMAN                   | 아메미라 아키라                            | 12        | 쓰부라야 프로덕션스의 특촬물 드라마 《전광초인 그리드맨》에 기반.  | [ 14 ] |
| 2020      | BNA: Brand New Animal          | 요시나리 요                                | 12        | 원저작물                                                           | [ 15 ] |
| 2021      | SSSS.DYNAZENON                 | 아메미야 아키라                            | 12        | 제작사 설립 10주년 기념 프로젝트. 《SSSS.DYNAZENON》의 후속작.     | [ 16 ] |
| 2024      | 던전밥                         | 미야지마 요시히로                          | 24        | 쿠이 료코의 동명의 만화에 기반.                                    | [ 17 ] |
| TBA       | 뉴 팬티 & 스타킹 with 가터벨트 | 발표 예정                                  | 발표 예정 | 가이낙스 제작 애니메이션 《팬티 & 스타킹 with 가터벨트》의 후속작. | [ 18 ] |

### 극장 애니메이션
| 연도 | 제목                                      | 감독              | 시간  | 참조                                                     | 각주   |
| ---- | ----------------------------------------- | ----------------- | ----- | -------------------------------------------------------- | ------ |
| 2013 | 리틀 위치 아카데미아                      | 요시나리 요       | 30분  | 원저작물. 2013년 젋은 애니메이터 육성 프로젝트 기획제작. | [ 19 ] |
| 2015 | 리틀 위치 아카데미아: 마법장치의 퍼레이드 | 요시나리 요       | 55분  | 원저작물. 2013년 《리틀 위치 아카데미아》의 후속작.      | [ 20 ] |
| 2019 | 프로메어                                  | 이마이시 히로유키 | 115분 | 원저작물. 산지겐이 CG 애니메이션 제작.                   | [ 21 ] |
| 2023 | 그리드맨 유니버스                         | 아메미야 아키라   | 118분 | 《SSSS.GRIDMAN》와 《SSSS.DYNAZENON》의 크로스오버.      | [ 22 ] |

### Web 애니메이션
| 개시년 | 제목                                     | 감독                            | 비고                                                                                       |
| ------ | ---------------------------------------- | ------------------------------- | ------------------------------------------------------------------------------------------ |
| 2012년 | 인페르노 캅 (2012년)                     | 아메미야 아키라                 |                                                                                            |
| 2013년 | 터닝 걸즈 (2013년)                       | 오오츠카 마사히코 시모렌자쿠 렌 |                                                                                            |
| 2015년 | 전광초인 그리드맨 boys invent great hero | 아메미야 아키라                 | 일본 애니(메이터) 견본시 출품작 공동제작 (POWER PLANT No.33, 히스토리 기관): 스튜디오 릿카 |
| 2015년 | POWER PLANT No.33                        | 요시우라 야스히로               | 일본 애니(메이터) 견본시 출품작 공동제작 (POWER PLANT No.33, 히스토리 기관): 스튜디오 릿카 |
| 2015년 | Sex&VIOLENCE with MACHSPEED              | 이마이시 히로유키               | 일본 애니(메이터) 견본시 출품작 공동제작 (POWER PLANT No.33, 히스토리 기관): 스튜디오 릿카 |
| 2015년 | 히스토리 기관                            | 요시우라 야스히로               | 일본 애니(메이터) 견본시 출품작 공동제작 (POWER PLANT No.33, 히스토리 기관): 스튜디오 릿카 |
| 2015년 | 닌자 슬레이어 프롬 애니메이시욘          | 아메미야 아키라                 |                                                                                            |
| 2021년 | 스타워즈: 비전 「The Twins」             | 이마이시 히로유키               | Disney+에서 전세계 스트리밍                                                                |
| 2021년 | 스타워즈: 비전 「The Elder」             | 오오츠카 마사히코               | Disney+에서 전세계 스트리밍                                                                |
| 2022년 | 사이버펑크: 엣지러너                     | 이마이시 히로유키               | 넷플릭스 오리지널 작품                                                                     |

## 참고 문헌
- 아니메! 아니메! 비즈 보관됨 2013-06-22 - 웨이백 머신